# Bitka pri Warnsu
Bitka pri Warnsu ( zahodnofrizijsko Slach by Warns; nizozemsko Slag bij Warns) je bila bitka med frizo-holandskimi vojnami med grofom Viljemom IV. Nizozemskim in Frizijci, ki je potekala 26. septembra 1345. Vsakoletno obeleževanje bitke je pomembno za številne nacionalistične Frizijce. Frizijci so zmagali v bitki in odvrnili 'Holandce' z vzhodne obale Zuiderzeeja.

## Napad
Ko so holanski grofje dokončali osvojitev Zahodne Frizije, so načrtovali osvojitev Srednje Frizije, ki zdaj tvori večino sedanje province Frizije.
Leta 1345 se je holandski grof Viljem IV., pripravljal osvojiti Srednjo Frizijo tako, da je prečkal Zuiderzee z veliko floto in s pomočjo francoskih in flamskih vitezov, od katerih so se nekateri pravkar vrnili s križarske vojne.
Odplul je v Enkhuizen, da bi skupaj s stricem Janezom Beaumontskim prečkal Zuiderzee, in pristal blizu Stavorena in Laaxuma. Načrtovali so, da bodo samostan Sint-Odulphus blizu Stavorena uporabili kot utrdbo. Holandski vitezi so nosili oklepe, niso pa imeli konjev, saj na ladjah, ki so bile polne gradbenega materiala in zalog, ni bilo dovolj prostora. Viljemove čete so požgale zapuščeni vasi Laaxum in Warns ter začele napredovati proti Stavorenu.
Na podeželju okoli Warnsa so holandskega grofa napadli lokalni prebivalci. Kljub težkemu oklepu vitezi niso bili kos besnim frizijskim kmetom in ribičem. Pot, ki so jo holandski vitezi izbrali za beg, je vodila naravnost do Rdečih pečin.
Ko so bežali, so zašli v močvirje, kjer so bili odločno potolčeni. Njihov poveljnik Viljem IV. Holandski je bil ubit. Ko je Janez Beaumontski slišal, kaj se je zgodilo, je ukazal umik nazaj na ladje. Zasledovali so jih Frizijci in le redki so prišli do Amsterdama.

### Taktične napake
Bitko so zaznamovale številne taktične napake Holandcev. Najprej so svojo silo razdelili na dvoje. Viljemje pristal severno od Stavorena, njegov stric Janez pa južno.
Poleg tega je Viljem nadaljeval napad v naglici, ne da bi čakal na svoje lokostrelce. Z majhno skupino 500 mož je dosegel St. Odulphusklooster, ker so se Frizijci namerno pomaknili nazaj. Toda nato so Viljema ločili od večine njegovih čet in ga premagali.
Ko je bil grof Viljem ubit, so se Frizijci obrnili proti njegovim glavnim četam, ki niso mogle pobegniti, ker so bile ladje na morju. Ko so bile te čete poražene, so napadli Janeza Beaumontskega, ki do takrat ni sodeloval. Frizijci so ga lahko premagali, ker je bil njegov tabor slabo izbran, z morjem za hrbtom, tako da se njegova vojska ni imela kam umakniti. Frizijci so se spopadli z Holandci v vodi, kjer so jih premagali.

## Izgube
Nesreča je sprožila veliko poročil o izgubah. Leta 1869 je Van Malderghem resno preučil izgube na strani grofa Viljema. Naredil je seznam pokojnikov z opombami o tem, kateri vir jih omenja. Tabela prikazuje del Van Malderghemovega seznama, ki ga je zasnoval na Anonimni kroniki Valencienski in Bekeja. Pomembne fragmente anonimne kronike je objavil Joseph Kervyn de Lettenhove v svoji Histoire et croniques de Flandre.
Avtor Anonimne kronike Valencienske se je osredotočil na izgube iz grofije Hainaut. Menih Johannes de Beke iz opatije Egmond se je osredotočil na žrtve iz grofije Holandije. Beke je menil, da so viteške prapornice, imenovane "Domino de" ali "D" in označene z (b), dovolj pomembne, da jih je treba omeniti, tudi če niso iz Holandije.

## Komemoracija
Bitko pri Warnsu so do 16. stoletja vsako leto praznovali 26. septembra, nato pa so jo prestavili na zadnjo septembrsko soboto, na katero jo danes praznujejo nacionalistični Frizijci. Na Rdečih pečinah v Warnsu je spomenik od leta 1951, velik ledeniški balvan z zapustitvijo besedila dea kot slaef [sic] (raje mrtev kot suženj). Cesti v Scharl tamkajšnji prebivalci še danes pravijo ferkearde wei (napačna pot), ker so to pot izbrali holandski vitezi in privedli do svojega padca.
Bitka pri Warnsveldu je bila navdih za zgodovinski roman De Roos van Dekama Jacoba van Lennepa.